# 阳宗镇
阳宗镇是中华人民共和国云南省玉溪市澄江市下辖的一个镇，由昆明阳宗海风景名胜区托管。

## 行政区划
阳宗镇下辖以下村级行政区划单位：
阳宗村、桃李村、新街村、北斗村、净莲寺村、饮马池村和脚步哨村。